# 2010-es São Paulo Indy 300
A São Paulo Indy 300 volt a 2010-es IZOD IndyCar Series szezon első futama. A versenyt március 14-én rendezték meg a São Paulo-ban található utcai pályán. Eredetileg 75 körös lett volna a versenytáv de 61 körre rövidült mert egy trópusi zápor zúdult a pályára. A versenyt Will Power nyerte Ryan Hunter-Reay és Vitor Meira előtt.

## Rajtfelállás
| Rajtsor | Belső ív | Belső ív            | Külső ív | Külső ív         |
| ------- | -------- | ------------------- | -------- | ---------------- |
| 1       | 10       | Dario Franchitti    | 77       | Alex Tagliani    |
| 2       | 22       | Justin Wilson       | 37       | Ryan Hunter-Reay |
| 3       | 12       | Will Power          | 11       | Tony Kanaan      |
| 4       | 9        | Scott Dixon         | 6        | Ryan Briscoe     |
| 5       | 3        | Hélio Castroneves   | 5        | Szató Takuma     |
| 6       | 78       | Simona De Silvestro | 2        | Raphael Matos    |
| 7       | 7        | Danica Patrick      | 06       | Mutó Hideki      |
| 8       | 19       | Alex Lloyd          | 14       | Vitor Meira      |
| 9       | 8        | E.J. Viso           | 4        | Dan Wheldon      |
| 10      | 24       | Mike Conway         | 34       | Mario Romancini  |
| 11      | 26       | Marco Andretti      | 23       | Ana Beatriz      |
| 12      | 32       | Mario Moraes        | 18       | Milka Duno       |

### Verseny
| Pozíció | #  | Pilóta              | Csapat                                    | Futott kör | Idő/Kiesés oka | Rajthely | Élen töltött körök száma | Pont |
| ------- | -- | ------------------- | ----------------------------------------- | ---------- | -------------- | -------- | ------------------------ | ---- |
| 1.      | 12 | Will Power          | Team Penske                               | 61         | 2:00:57.7112   | 5        | 4                        | 50   |
| 2.      | 37 | Ryan Hunter-Reay    | Andretti Autosport                        | 61         | + 1.8581       | 4        | 20                       | 40   |
| 3.      | 14 | Vitor Meira         | A. J. Foyt Enterprises                    | 61         | + 9.7094       | 16       | 0                        | 35   |
| 4.      | 2  | Raphael Matos       | Luczo Dragon Racing de Ferran Motorsports | 61         | + 10.4235      | 12       | 0                        | 32   |
| 5.      | 4  | Dan Wheldon         | Panther Racing                            | 61         | + 10.8883      | 18       | 0                        | 30   |
| 6.      | 9  | Scott Dixon         | Chip Ganassi Racing                       | 61         | + 11.3473      | 7        | 0                        | 28   |
| 7.      | 10 | Dario Franchitti    | Chip Ganassi Racing                       | 61         | + 12.0579      | 1        | 29                       | 29   |
| 8.      | 24 | Mike Conway         | Dreyer & Reinbold Racing                  | 61         | + 12.1654      | 19       | 0                        | 24   |
| 9.      | 3  | Hélio Castroneves   | Team Penske                               | 61         | + 12.7411      | 9        | 0                        | 22   |
| 10.     | 11 | Tony Kanaan         | Andretti Autosport                        | 61         | + 13.4850      | 6        | 0                        | 20   |
| 11.     | 22 | Justin Wilson       | Dreyer & Reinbold Racing                  | 61         | + 13.9193      | 3        | 0                        | 19   |
| 12.     | 8  | E. J. Viso          | KV Racing Technology                      | 61         | + 16.9039      | 17       | 0                        | 18   |
| 13.     | 23 | Ana Beatriz         | Dreyer & Reinbold Racing                  | 61         | + 19.6451      | 22       | 0                        | 17   |
| 14.     | 6  | Ryan Briscoe        | Team Penske                               | 61         | + 1:24.9191    | 8        | 4                        | 16   |
| 15.     | 7  | Danica Patrick      | Andretti Autosport                        | 60         | +1 kör         | 13       | 0                        | 15   |
| 16.     | 78 | Simona de Silvestro | HVM Racing                                | 58         | +3 kör         | 11       | 4                        | 14   |
| 17.     | 34 | Mario Romancini     | Conquest Racing                           | 46         | Baleset        | 20       | 0                        | 13   |
| 18.     | 19 | Alex Lloyd          | Dale Coyne Racing                         | 30         | Baleset        | 15       | 0                        | 12   |
| 19.     | 77 | Alex Tagliani       | FAZZT Race Team                           | 28         | Baleset        | 2        | 0                        | 12   |
| 20.     | 06 | Mutó Hideki         | Newman/Haas/Lanigan Racing                | 27         | Baleset        | 14       | 0                        | 12   |
| 21.     | 18 | Milka Duno          | Dale Coyne Racing                         | 20         | Baleset        | 24       | 0                        | 12   |
| 22.     | 5  | Szató Takuma        | KV Racing Technology                      | 0          | Baleset        | 10       | 0                        | 12   |
| 23.     | 26 | Marco Andretti      | Andretti Autosport                        | 0          | Baleset        | 21       | 0                        | 12   |
| 24.     | 32 | Mario Moraes        | KV Racing Technology                      | 0          | Baleset        | 23       | 0                        | 12   |

## Bajnokság állása a verseny után
Pilóták bajnoki állása
| Pozíció | Pilóta           | Pontok |
| ------- | ---------------- | ------ |
| 1       | Will Power       | 50     |
| 2       | Ryan Hunter-Reay | 40     |
| 3       | Vitor Meira      | 35     |
| 4       | Raphael Matos    | 32     |
| 5       | Dan Wheldon      | 30     |